# Bethnal Green

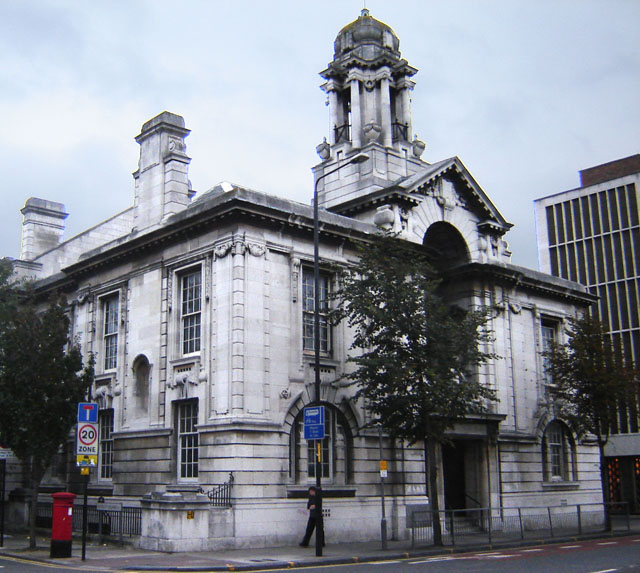
Dawny ratusz Bethnal Green przy Cambridge Heath Road

Bethnal Green – dzielnica Londynu (Anglia), leżąca w gminie Tower Hamlets, we wschodniej części miasta.

## Geografia
Bethnal Green jest częścią Tower Hamlets i Hackney, skupiona jest wokół stacji metra znajdującej się na skrzyżowaniu Bethnal Green Road, Roman Road i Cambridge Heath Road. Dzielnica objęta jest kodem pocztowym E2.

## Demografia
Według spisu ludności z 2007 roku, populację Bethnal Green stanowi 25 440 mieszkańców. Największą grupą etniczną są ludzie pochodzenia bangladeskiego (41%). Od 1999 roku obchodzą oni bangladeski Nowy Rok w parku Weavers Field (obchody Baishakhi Mela). Kolejną grupą są biali Brytyjczycy (37%). Pozostałe grupy to Somalijczycy, czarni Afrykanie i czarni Karaibowie.

## Religie
Dwie religie dominujące pośród mieszkańców Bethnal Green to islam (50%) i chrześcijaństwo (34%).
Na terenie dzielnicy znajduje się kilka zabytkowych kościołów, m.in. St. John Church zlokalizowany w pobliżu stacji metra, na skrzyżowaniu Bethnal Green Road i Roman Road. Budowany w latach 1826-1828 na podstawie projektów architekta Johna Soane'a. Kolejnym znanym kościołem jest St. Matthew (George Dance the Elder, 1746). Jego otwarcie zbiegło się ze znacznym wzrostem liczby ludności dawnej wsi Stepney, spowodowanym oddzieleniem okolic Bethnal Green od parafii St Dunstan's. Kościół został zniszczony podczas bombardowań w czasie II wojny światowej, zachowała się jedynie dzwonnica, która stoi do dziś. St. Matthew's jest licznie odwiedzany w każdą niedzielę przez mieszkańców Bethnal Green.
Pozostałe kościoły to: St. Peter's Church (1841), St. James the Less (1842), St. James the Great (1843) i St. Bartholomew (1844).
W granicach Bethnal Green znajdują się cztery islamskie świątynie: Baitul Aman Mosque and Cultural Centre,  Senegambian Islamic Cultural Centre oraz Globe Town Mosque and Cultural Centre. Znajdujący się przy 51 Roman Road - London Buddhist Centre, jest jednym z największych buddyjskich ośrodków miejskich na zachodzie.

## Współpraca
Miejscowość partnerska:
- Esch-sur-Alzette, Luksemburg

## Transport
Najbliższe stacje metra to Bethnal Green, Whitechapel i Stepney Green. Ponadto, istnieją dwie lokalne stacje kolejowe: Bethnal Green (nie mylić ze stacją metra o tej samej nazwie) i Cambridge Heath. Dodatkowo dzielnicę obsługuje kilka linii autobusowych.